# Arcidiocesi di Lingayen-Dagupan
L'arcidiocesi di Lingayen-Dagupan (in latino: Archidioecesis Lingayensis-Dagupanensis) è una sede metropolitana della Chiesa cattolica nelle Filippine. Nel 2021 contava 1.193.734 battezzati su 1.475.125 abitanti. È retta dall'arcivescovo Socrates Buenaventura Villegas.

## Territorio
L'arcidiocesi comprende 2 città e 15 municipalità nella parte centrale della provincia filippina di Pangasinan sull'isola di Luzon: Bautista, Basista, Bayambang, Calasiao, Binmaley, Dagupan, Laoac, Malasiqui, Lingayen, Mangaldan, Manaoag, Mapandan, San Carlos, San Jacinto, San Fabian, Santa Barbara e Urbiztondo.
Sede arcivescovile è la città di Dagupan, dove si trova la cattedrale di San Giovanni. A Lingayen si trova la concattedrale dei Re Magi. A Manaoag sorge la basilica minore di Nostra Signora del Rosario.
Il territorio si estende su 1.565 km² ed è suddiviso in 52 parrocchie.

### Provincia ecclesiastica
La provincia ecclesiastica di Lingayen-Dagupan, istituita nel 1963, comprende le seguenti suffraganee:
- la diocesi di Cabanatuan, eretta il 16 febbraio 1963;
- la diocesi di San Fernando de La Union, eretta il 19 gennaio 1970;
- la diocesi di San Jose, eretta il 16 febbraio 1984;
- la diocesi di Alaminos, eretta il 12 gennaio 1985;
- la diocesi di Urdaneta, eretta il 12 gennaio 1985.

La provincia ecclesiastica si estende sulle province civili filippine di Pangasinan, Nueva Ecija e La Union sull'isola di Luzon.

## Storia
La diocesi di Lingayen fu eretta il 19 maggio 1928 con la bolla Continuam omnium di papa Pio XI, ricavandone il territorio dalla diocesi di Nueva Segovia (oggi arcidiocesi) e dall'arcidiocesi di Manila. Originariamente era suffraganea della stessa arcidiocesi di Manila.
L'11 febbraio 1954 per effetto della bolla Exitiosum bellum di papa Pio XII la sede vescovile fu traslata da Lingayen a Dagupan e contestualmente la diocesi assunse il nome di diocesi di Lingayen-Dagupan.
Il 12 giugno 1955 cedette una porzione del suo territorio a vantaggio dell'erezione della prelatura territoriale di Iba (oggi diocesi).
Il 16 febbraio 1963 ha ceduto altre porzioni di territorio a vantaggio dell'erezione delle diocesi di Cabanatuan e di Tarlac e contestualmente è stata elevata al rango di arcidiocesi metropolitana.
Il 12 gennaio 1985 ha ceduto ulteriori porzioni di territorio a vantaggio dell'erezione delle diocesi di Alaminos e di Urdaneta.

## Cronotassi dei vescovi
Si omettono i periodi di sede vacante non superiori ai 2 anni o non storicamente accertati.
- Cesar Maria Guerrero y Rodriguez † (22 febbraio 1929 - 16 dicembre 1937 nominato vescovo ausiliare di Manila[2])
- Mariano Madriaga † (17 marzo 1938 - 7 febbraio 1973 dimesso)
- Federico Guba Limon, S.V.D. † (7 febbraio 1973 succeduto - 15 luglio 1991 ritirato)
- Oscar Valero Cruz † (15 luglio 1991 - 8 settembre 2009 ritirato)
- Socrates Buenaventura Villegas, dall'8 settembre 2009

## Statistiche
L'arcidiocesi nel 2021 su una popolazione di 1.475.125 persone contava 1.193.734 battezzati, corrispondenti all'80,9% del totale.
| anno | popolazione | popolazione | popolazione | presbiteri | presbiteri | presbiteri | presbiteri                | diaconi | religiosi | religiosi | parrocchie |
| anno | battezzati  | totale      | %           | numero     | secolari   | regolari   | battezzati per presbitero | diaconi | uomini    | donne     | parrocchie |
| ---- | ----------- | ----------- | ----------- | ---------- | ---------- | ---------- | ------------------------- | ------- | --------- | --------- | ---------- |
| 1950 | 931.420     | 1.263.456   | 73,7        | 99         | 65         | 34         | 9.408                     |         | 18        | 45        | 75         |
| 1970 | 1.110.244   | 1.386.408   | 80,1        | 108        | 78         | 30         | 10.280                    |         | 30        | 88        | 54         |
| 1980 | 1.295.754   | 1.677.627   | 77,2        | 109        | 92         | 17         | 11.887                    |         | 17        | 75        | 64         |
| 1990 | 664.785     | 758.996     | 87,6        | 71         | 54         | 17         | 9.363                     |         | 21        | 31        | 24         |
| 1999 | 873.245     | 1.057.875   | 82,5        | 85         | 70         | 15         | 10.273                    |         | 27        | 28        | 26         |
| 2000 | 873.245     | 1.057.875   | 82,5        | 82         | 70         | 12         | 10.649                    |         | 24        | 28        | 26         |
| 2001 | 873.245     | 1.057.875   | 82,5        | 83         | 70         | 13         | 10.521                    |         | 25        | 32        | 26         |
| 2002 | 873.245     | 1.057.875   | 82,5        | 79         | 68         | 11         | 11.053                    |         | 29        | 33        | 26         |
| 2003 | 1.002.554   | 1.215.217   | 82,5        | 81         | 70         | 11         | 12.377                    |         | 18        | 35        | 26         |
| 2004 | 1.002.000   | 1.215.000   | 82,5        | 74         | 63         | 11         | 13.540                    |         | 29        | 32        | 26         |
| 2013 | 1.192.000   | 1.442.000   | 82,7        | 91         | 61         | 30         | 13.098                    |         | 41        | 57        | 36         |
| 2016 | 1.156.000   | 1.393.000   | 83,0        | 118        | 79         | 39         | 9.796                     |         | 56        | 72        | 39         |
| 2019 | 1.213.500   | 1.462.400   | 83,0        | 120        | 82         | 38         | 10.112                    |         | 55        | 80        | 51         |
| 2021 | 1.193.734   | 1.475.125   | 80,9        | 117        | 76         | 41         | 10.202                    |         | 52        | 82        | 52         |

## Galleria d'immagini

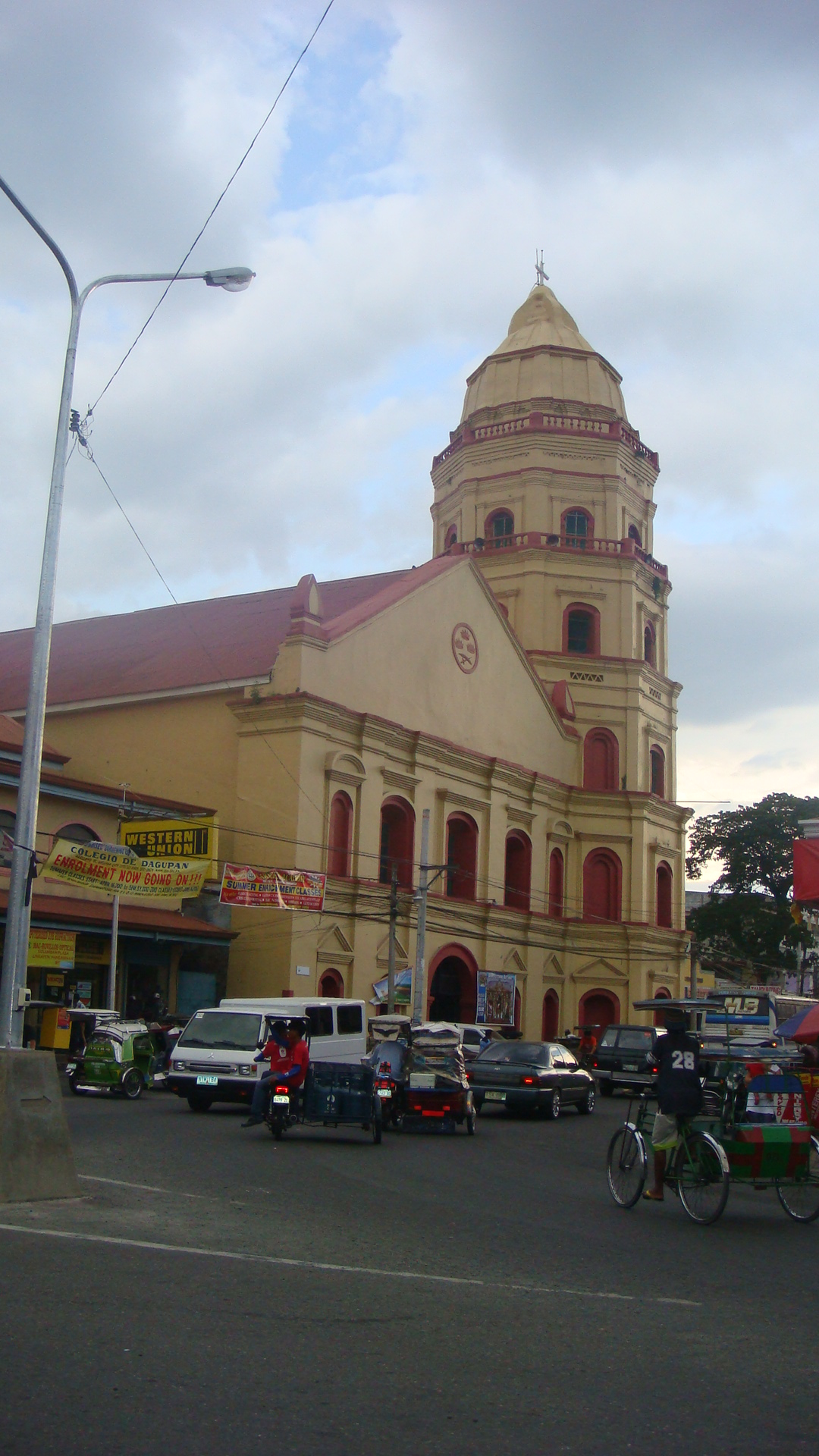
La concattedrale di Lingayen
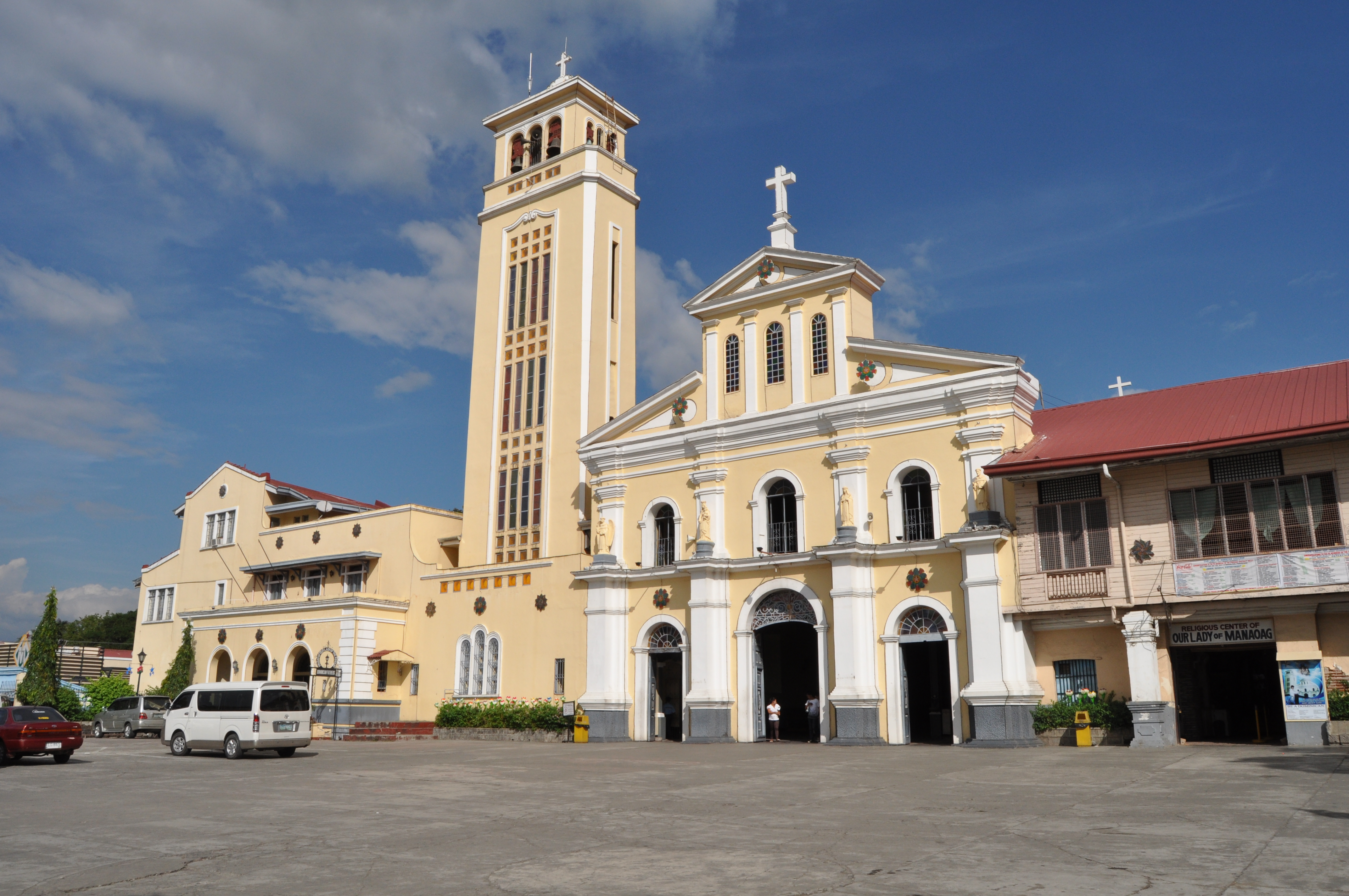
La basilica minore di Nostra Signora del Rosario di Manaoag